# SEAT Fura
O SEAT Fura é um automóvel de segmento B produzido pela fabricante espanhola de automóveis SEAT entre 1981 e 1986, baseado no Fiat 127, que era produzido pela empresa desde abril de 1972.
Uma vez que a licença para o 127 expirou, a SEAT foi forçada a desenvolver uma nova versão com um novo nome que foi introduzido no final de 1981 para o ano modelo de 1982. Estava disponível em estilos de carroceria hatchback de três e cinco portas. As vendas começaram em janeiro de 1982.
As versões sedã de duas e quatro portas do Fiat 127 foram descontinuadas. O Fura nunca esteve disponível com a unidade maior de 1.010 cc que foi vista no SEAT 127, mas recebeu a transmissão manual de cinco velocidades como padrão.

Após a reestilização de 1983, o SEAT Fura Dos (dois) foi introduzido: ele não diferia muito do seu antecessor principalmente pelos faróis e piscas menores. O lançamento da primeira geração do SEAT Ibiza em abril de 1984 tornou o carro amplamente redundante.

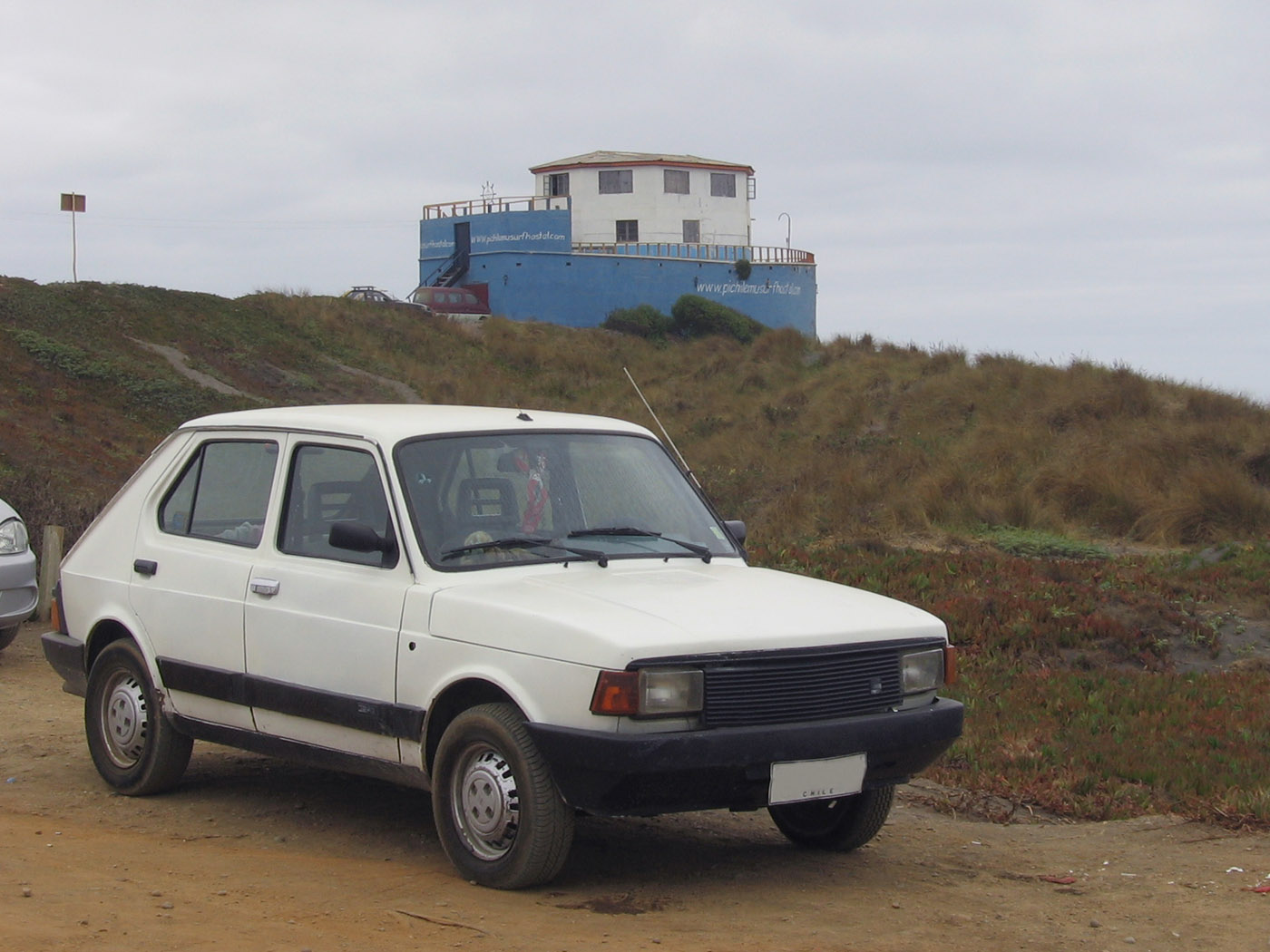
SEAT Fura Dos (5 portas)
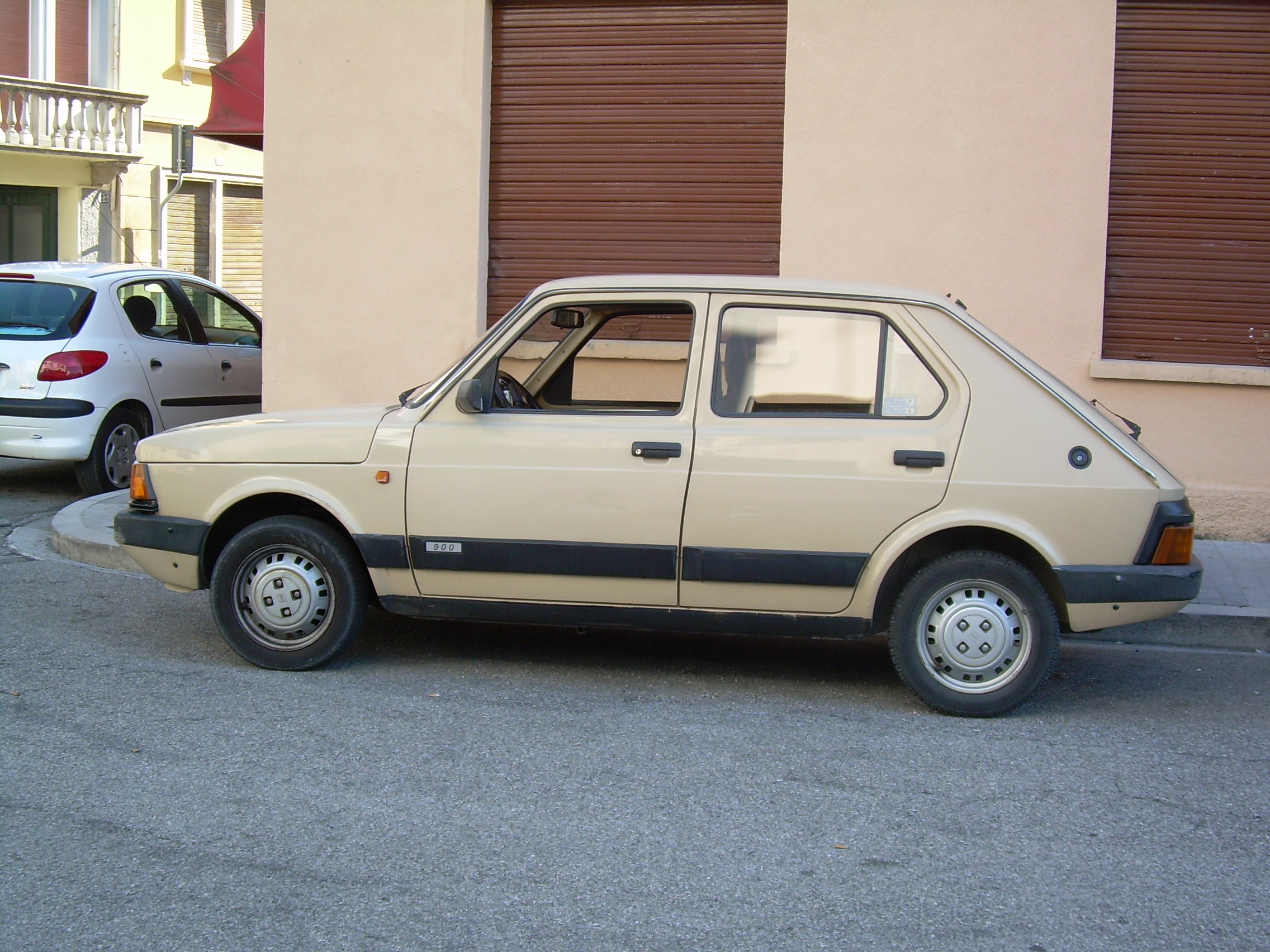
SEAT Fura Dos (5 portas)
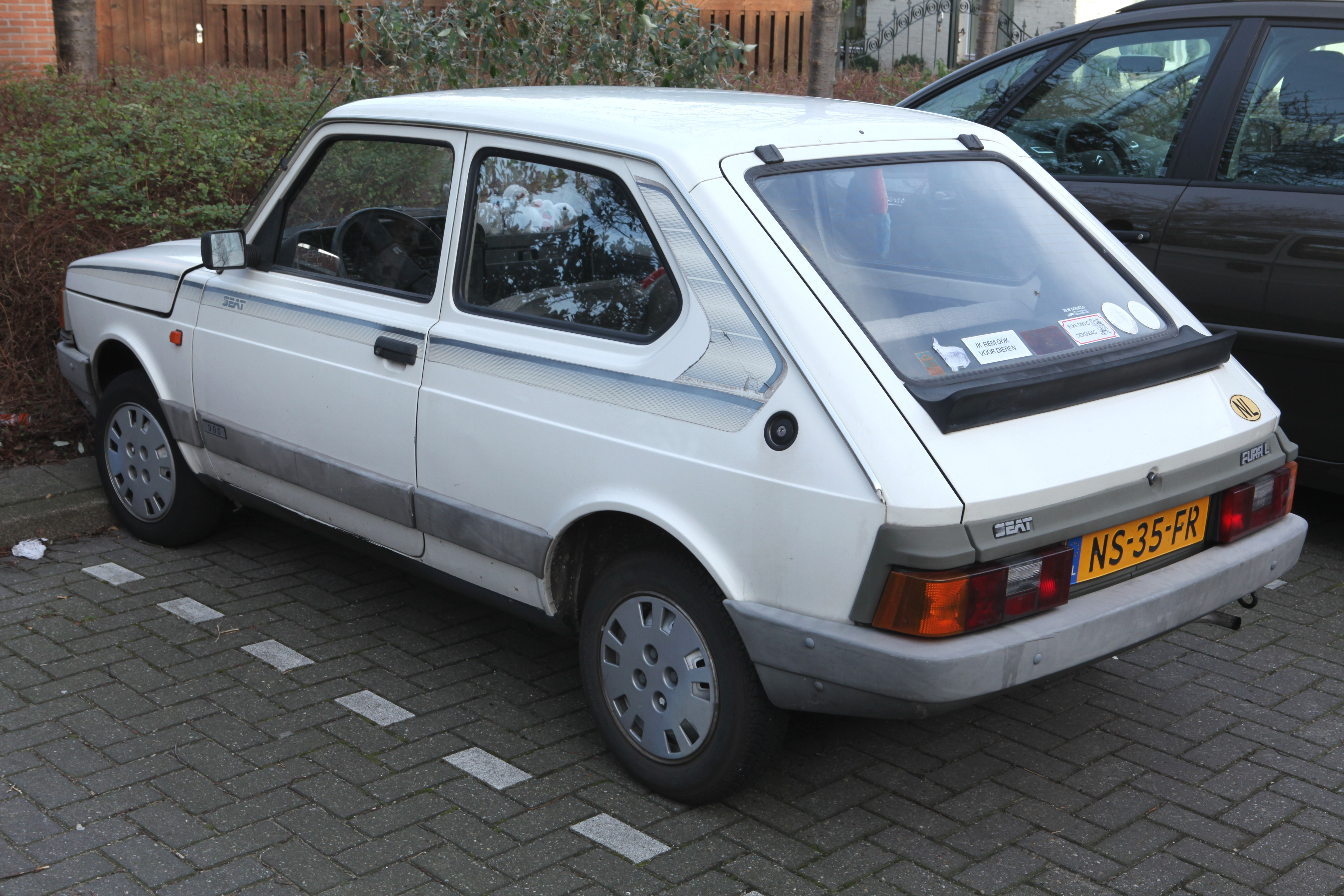
SEAT Fura Dos (3 portas)

Por pouco mais de um ano, esses dois hatches competiram internamente, mas o um tanto ultrapassado Fura foi oficialmente descontinuado em dezembro de 1986. Um hot hatch chamado Fura Crono foi introduzido no início de 1983.
Equipado com spoilers dianteiros e traseiros, assim como faróis de neblina duplos na frente e rodas de liga leve exclusivas de 13”, ele era movido pelo motor de quatro cilindros de 1.438 cc e 76 cv de potência. O motor biturbo, o mesmo usado no Fiat/SEAT 124, fornecia a velocidade máxima de 160 km/h, e a aceleração de 100 km/h era feita em 10,8 segundos.

## Produção licenciada

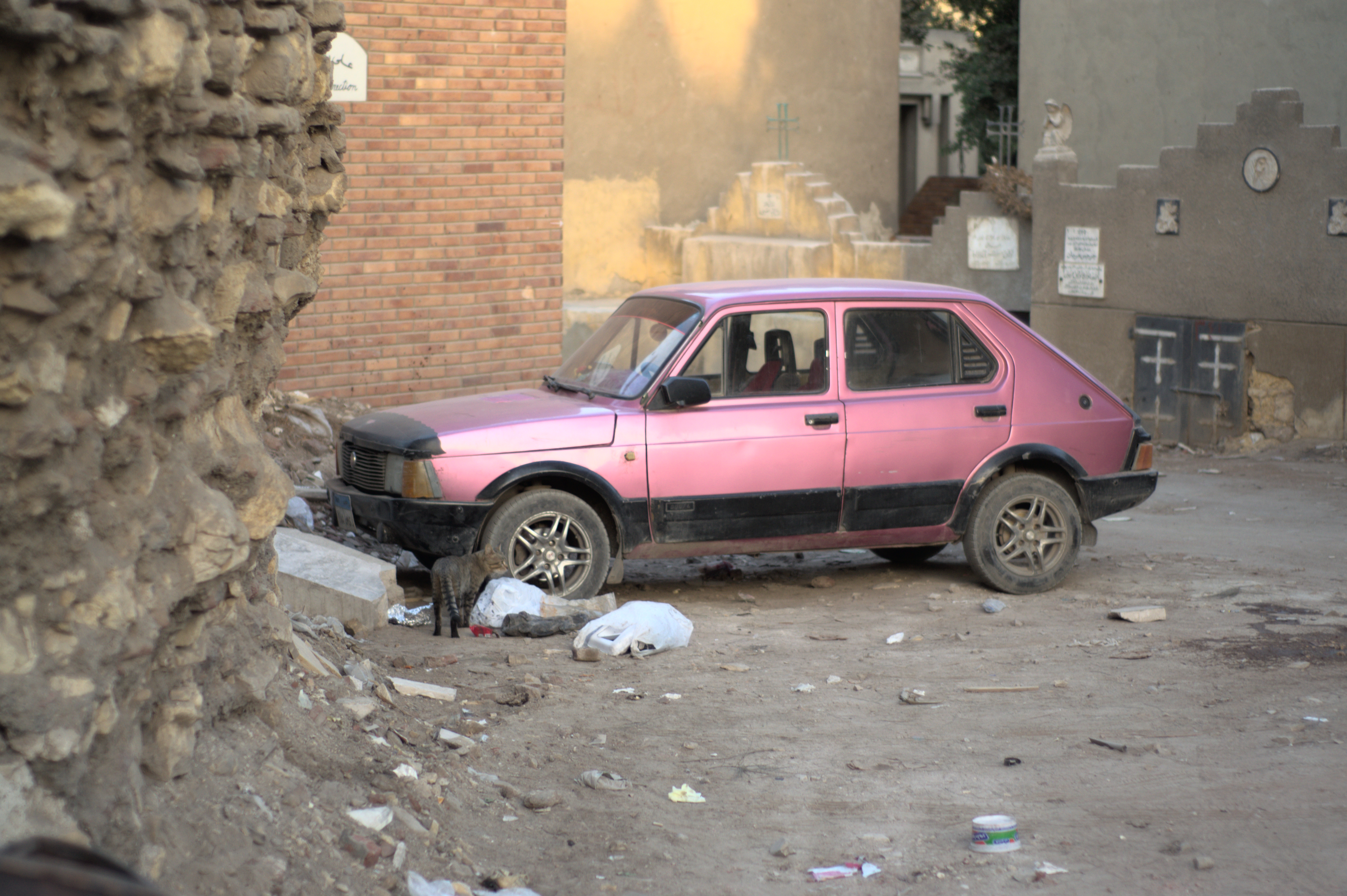
Nasr Super Fura (Egito)

O carro também foi montado pela NASR no Cairo como El Nasr Super Fura.

## Automobilismo

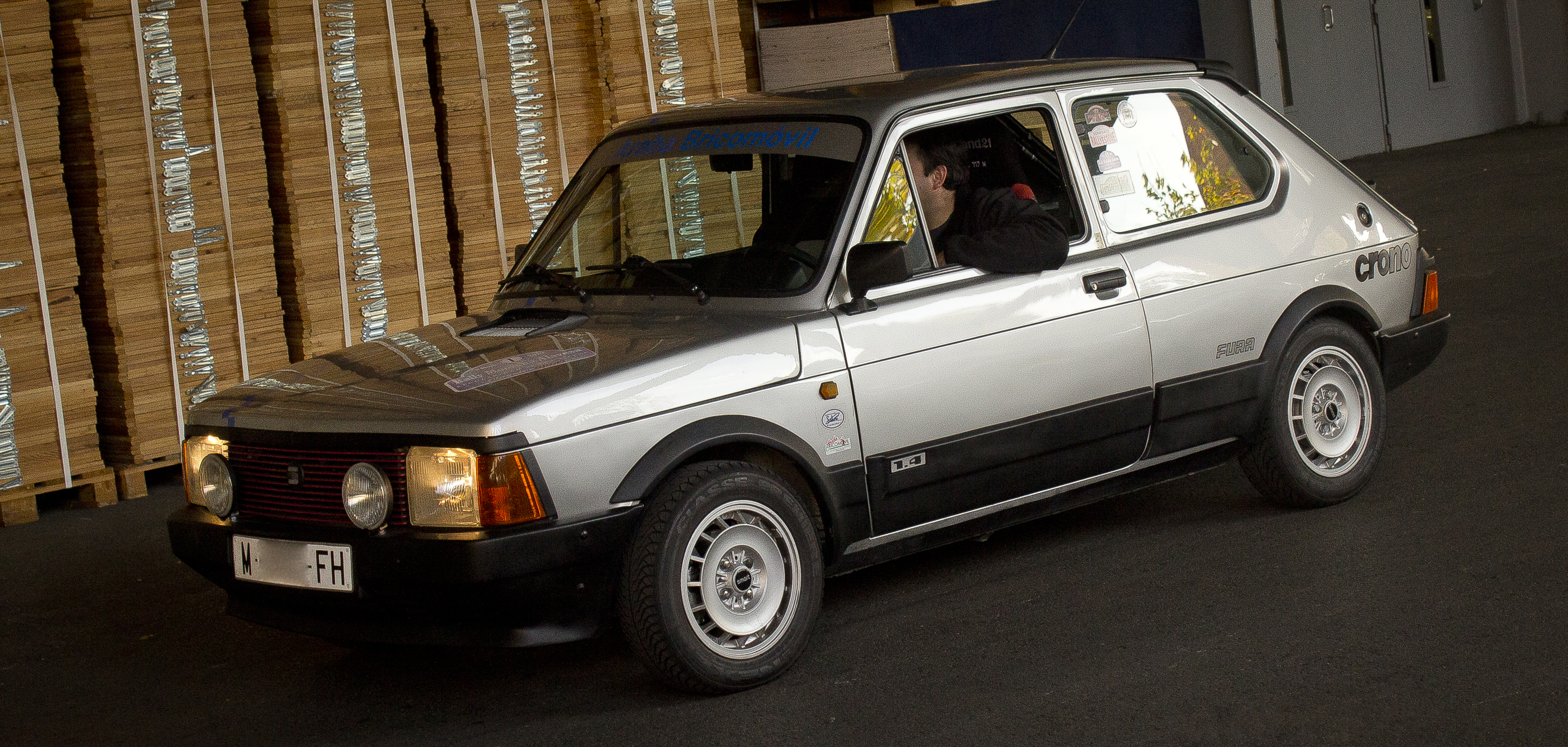
SEAT Fura Crono 1983

O SEAT Fura Crono foi usado na série de rali Copa Fura, lançada em 1983 e encerrada em 1985. Os carros foram ajustados pela Abarth e produziam 90 cv.